# Gotthard (album)
Pour les articles homonymes, voir Gotthard.
Albums de Gotthard
Dial Hard
(1994)
Singles
1. Hush
Sortie : 1992
2. All I Care for
Sortie : 1992
3. Downtown
Sortie : 1992
4. Firedance
Sortie : 1992

Gotthard est le premier album du groupe de hard rock suisse, Gotthard. Il est paru en février 1992 sur le label BMG/Ariola et fut produit par Chris Von Rohr (Krokus).

## Historique
L'album sera enregistré en Californie, plus précisément à Hollywood dans les studios Fortress Recordres. Le guitariste Vivian Campbell (Def Leppard) participa à l'enregistrement en assurant les solos de titres Firedance et Get Down. Les parties de claviers sont assurés par Pat Regan et Neil Otupacca (ancien complice de Steve Lee au sein du groupe Forsale).
L'album restera classé 35 semaines dans le hitparade suisse et atteindra la 5e place. Il sera cerifié disque d'or fin 1992 et disque de platine en 1999. Quatre singles seront tirés de l'album, Downtown, Firedance, Hush ( # 26) et All I Care for ( # 13).
La pochette de l'album représente le Suaire de Turin, selon les albums il sera décliné en quatre couleurs: vert, bleu, rouge et noir.
Le groupe tournera en Suisse, Allemagne (avec le groupe allemand Victory), Europe avec le groupe anglais, Magnum avant de faire la première partie de Bryan Adams à Zurich.

## Liste des titres
| No  | Titre                     | Auteur                     | Durée |
| --- | ------------------------- | -------------------------- | ----- |
| 1.  | Standing in the Light     | Leo Leoni, Steve Lee       | 3:53  |
| 2.  | Downtown                  | Leoni, Lee                 | 3:01  |
| 3.  | Firedance                 | Leoni, Lee, Chris Von Rohr | 6:12  |
| 4.  | Hush                      | Joe South                  | 4:02  |
| 5.  | Mean Street Rocket        | Leoni, Lee, Von Rohr       | 3:52  |
| 6.  | Get Down                  | Von Rohr, Mauser           | 3:19  |
| 7.  | Take Me                   | Leoni, Lee                 | 3:43  |
| 8.  | Angel                     | Leoni, Lee                 | 5:20  |
| 9.  | Lonely Heartache          | Leoni, Lee                 | 3:44  |
| 10. | Hunter                    | Leoni, Lee                 | 4:13  |
| 11. | All I Care for            | Leoni, Lee                 | 3:08  |
| 12. | "That's It" (titre bonus) | Leoni, Hena Habegger       | 1:16  |

## Musiciens
Gotthard
- Steve Lee: chant
- Leo Leoni: guitares, chœurs
- Marc Lynn: basse
- Hena Habegger: batterie, percussions

Musiciens additionnels
- Vivian Campbell: lead guitare sur Firedance et Get Down
- Neil Otupacca & Pat Regan: claviers

## Charts et certifications
| Pays   | Durée du classement | Meilleur classement |
| ------ | ------------------- | ------------------- |
| Suisse | 35 semaines         | 5e                  |

| Pays   | Certification | Ventes   | Date |
| ------ | ------------- | -------- | ---- |
| Suisse | Platine       | 50 000 + | 1999 |